# Zima

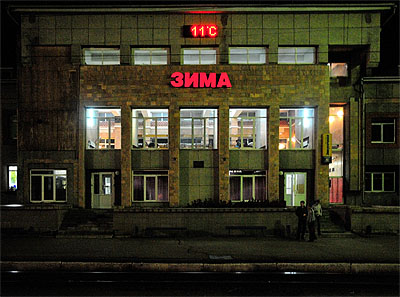
Järnvägsstationen i Zima.

Zima (ryska Зима) är en stad i Irkutsk oblast i östra Ryssland. Befolkningen uppgick till 31 440 invånare i början av 2015. Orten Zima grundades 1743 och blev en stad 1922. Namnet Zima betyder "vinter".